# Dyoplozaur
Dyoplozaur (Dyoplosaurus) – rodzaj ankylozaura żyjącego w późnej kredzie na terenach Ameryki Północnej. Został opisany w 1924 roku przez Williama Parksa na podstawie skamieniałości odnalezionych w dolinie rzeki Red Deer w kanadyjskiej prowincji Alberta. Przez wielu naukowców Dyoplosaurus był uznawany za synonim euoplocefala, jednak badania Victorii Arbour i współpracowników z 2009 roku sugerują, że jest on osobnym taksonem, a synonimizacja tych rodzajów mogła wynikać z fragmentaryczności holotypu euoplocefala. Holotyp dyoplozaura jest jednym z najbardziej kompletnych znanych okazów ankylozaurów – obejmuje częściowy dach czaszki, cztery fragmenty żuchwy z dwoma zębami in situ, elementy pancerza pozaczaszkowego, odciski skóry, połączone stawowo kręgi, dziesięć fragmentarycznych żeber piersiowych, niekompletną lewą kość biodrową, obie kości kulszowe oraz maczugę ogonową, a także połączone z nimi IV kość śródręcza, kość udową, strzałkową oraz kości stopy. Maczuga ogonowa, zbudowana z końcowych kręgów ogonowych oraz osteoderm, ważyła około 20 kg i służyła prawdopodobnie jako broń w walkach wewnątrzgatunkowych, do obrony przed drapieżnikami lub do obydwu tych celów. Popęd wywoływany uderzeniem maczugi mógł wynosić około 376 kg·m/s.